# Mickey Mouse: Magic Wands!
Mickey Mouse: Magic Wands! (ミッキーマウスV 魔法のステッキ Mickey Mouse V: Mahou no Stick?,  lit. "Mickey Mouse V: La varita mágica") es un videojuego de plataformas, lanzada para la consola Game Boy publicado en 1993 en Japón y en 1998 en Europa y América por Kemco.
Es la quinta, y hasta ahora, la última entrega basada de la saga Mickey Mouse en la serie Crazy Castle por Kemco, antes del lanzamiento de Bugs Bunny: Crazy Castle 3 de 1999.

## Argumento
Un malvado mago captura a los amigos de Mickey y los tiene en su castillo. Mickey tiene que rescatarlos adentrándose en el castillo del mago.